# Vilassar de Dalt
Vilassar de Dalt (em catalão e oficialmente) ou Vilasar de Dalt (em castelhano), no passado chamado San Ginés de Vilasar, é um município da Espanha, na comarca do Maresme, província de Barcelona, comunidade autónoma da Catalunha. Tem 9,01 km² de área e em 2021 tinha 9 074 habitantes (densidade: 1 007,1 hab./km²). Se encontra localizado entre os municípios de Cabrils, Òrrius, Premià de Dalt e Vilassar de Mar.